# Miami International Autodrome
Het Miami International Autodrome is een stratencircuit rond het Hard Rock Stadium in Miami Gardens, een voorstad van Miami. De baan is speciaal ontworpen voor de Grand Prix van Miami, die in 2022 voor het eerst verreden werd. Het parcours van 5412 meter lang met 19 bochten wordt – door de Formule 1-wagens – met een gemiddelde snelheid van meer dan 215 km/u afgelegd.
De baan was al in oktober 2019 voorgesteld met een eerste ontwerp op de locatie. De eigenaar van het stadion, Stephen Ross, probeerde al enkele jaren de Formule 1 aan te trekken voordat het oorspronkelijke ontwerp werd gepubliceerd. De organisatoren van de Grand Prix rond het Hard Rock Stadium hadden een principeovereenkomst om vanaf 2021 een race te organiseren, maar dit liep vertraging op. Op 2 september 2021 werd de baan officieel het "Miami International Autodrome" genoemd.
Dit circuit, dat zich op het terrein van het Hard Rock Stadium bevindt, zal alle nieuwe en bestaande wegen op het terrein gebruiken, waarbij de nieuwe permanente asfaltwegen die het circuit zal gebruiken, worden geïntegreerd. Een paar weken voor de race wordt het circuit opgebouwd voor het raceweekend, de veiligheidsnormen in acht nemend. Zodra het raceweekend voorbij is, wordt het circuit gedemonteerd en is het terrein van het Hard Rock Stadium weer geschikt voor normaal gebruik. 
Op 2 mei 2025 verlengde het circuit zijn contract met de Formule 1 tot 2041.
Vanaf 2026 is het circuit eveneens gastheer van een Formule E-race, de ePrix van Miami.

## Winnaars
| Uitslagen Grand Prix van Miami | Uitslagen Grand Prix van Miami | Uitslagen Grand Prix van Miami | Uitslagen Grand Prix van Miami |
| Jaar                           | Coureur                        | Auto                           | Auto                           |
|                                |                                | Constructeur                   | Type                           |
| ------------------------------ | ------------------------------ | ------------------------------ | ------------------------------ |
| 2022                           | Max Verstappen                 | Red Bull Racing                | RB18                           |
| 2023                           | Max Verstappen                 | Red Bull Racing                | RB19                           |
| 2024                           | Lando Norris                   | McLaren                        | MCL38                          |
| 2025                           | Oscar Piastri                  | McLaren                        | MCL39                          |